# Cao Xun
Cao Xun je bio posvojeni sin Cao Ruija, cara kineske države Cao Wei, jednog od Tri kraljevstva. Rodio se oko 230. Njegovi roditelji nisu poznati, a Cao Rui je namjerno držao njihov identitet tajnim. Godine 235. ga je Cao Rui proglasio carevićem od Qina, i odredio za svog nasljednika. Nakon Cao Ruijeve smrti 239. je prijestolje preuzeo njegov brat Cao Fang. Umro je 244.